# Maladera bagmatiensis
Maladera bagmatiensis är en skalbaggsart som beskrevs av Ahrens 2004. Maladera bagmatiensis ingår i släktet Maladera och familjen Melolonthidae. Inga underarter finns listade i Catalogue of Life.